# Манакін мексиканський
Манакін мексиканський (Ceratopipra mentalis) — вид горобцеподібних птахів родини манакінових (Pipridae).

## Поширення
Вид поширений від південно-східної частини Мексики через Гватемалу, Беліз, Гондурас, Нікарагуа, Коста-Рику, Панаму до заходу Колумбії та Еквадору. Він живе в тропічних і субтропічних вологих лісах, де зазвичай часто трапляється на нижніх і проміжних ярусах; переважно нижче 500 метрів над рівнем моря.

## Опис
Це невеликий птах, завдовжки 10 см і вагою 16 г. Оперення самця чорне з яскраво-червоною головою та потилицею. Стегна яскраво-жовті, підборіддя і крила блідо-жовті. Самиця зверху тьмяно-оливково-зелена, а нижня частина жовтувато-зелена. Обидві статі мають коричневі ноги. Райдужка у самців біла, а у самиць і молоді коричнева.

## Спосіб життя
Харчується переважно дрібними плодами та ягодами. Поїдає також комах. Період розмноження з березня по липень. Самиця будує чашоподібне гніздо на дереві на висоті від 1,5 до 10 метрів. Відкладає 2 темних сірувато-коричневих крапчастих яйця. Насиджує яйця і виховує пташенят тільки самиця, без допомоги самця

## Підвиди
- Ceratopipra mentalis ignifera (Bangs, 1901) — від південно-східної Мексики на південь вздовж карибського узбережжя до східної Коста-Рики.
- Ceratopipra mentalis mentalis (Sclater, 1857) — Панама.
- Ceratopipra mentalis minor (Hartert, 1898) — західна Колумбія та західний Еквадор.